# Redhill and District Saturday Football League
Redhill and District Saturday Football League là một giải bóng đá Anh thành lập năm 1897, bao gồm các đội bóng đến từ Surrey, Kent, Greater London và Sussex. Giải đấu hiện tại có 4 hạng đấu, cao nhất là Premier Division, nằm ở Cấp độ 14 trong Hệ thống các giải bóng đá ở Anh. Các đội bóng có thể thăng hạng Intermediate Division Two của Surrey South Eastern Combination.

## Các đội vô địch gần đây
| Mùa giải | Premier Division | Division One         | Division Two       | Division Three          | Division Four |
| -------- | ---------------- | -------------------- | ------------------ | ----------------------- | ------------- |
| 2001–02  | Clarkson Hyde    | Reigate Hill         | Reigate Hill Dự bị | Caterham Old Boys Dự bị | Duke of York  |
| 2002–03  | Merstham Newton  | Westcott 1935        | Kenley Hotel       | AFC Coulsdon            | Reed          |
| 2003–04  | Clarkson Hyde    | Reigate Priory Dự bị | AFC Coulsdon       | Farleigh Rovers 'A'     | Monotype 'A'  |

Giải đấu giảm xuống còn 4 hạng đấu ở mùa giải 2004–05.
| Mùa giải | Premier Division | Division One | Division Two | Division Three |
| -------- | ---------------- | ------------ | ------------ | -------------- |
| 2004–05  | Clarkson Hyde    | Bookham 'A'  | Reed         | Oxted 'A'      |

Giải đấu mở rộng thành 5 hạng đấu ở mùa giải 2005–06.
| Mùa giải | Premier Division | Division One   | Division Two            | Division Three      | Division Four        |
| -------- | ---------------- | -------------- | ----------------------- | ------------------- | -------------------- |
| 2005–06  | Clarkson Hyde    | South Godstone | Caterham Old Boys Dự bị | Westcott 1935 Dự bị | RH123 Athletic Dự bị |

Giải đấu mở rộng thành 6 hạng đấu ở mùa giải 2006–07.
| Mùa giải | Premier Division  | Division One      | Division Two      | Division Three           | Division Four            | Division Five         |
| -------- | ----------------- | ----------------- | ----------------- | ------------------------ | ------------------------ | --------------------- |
| 2006–07  | Reigate Priory    | South Park Dự bị  | Real Holmesdale   | Nork Social              | Wallington New Foresters | Sutton Churches       |
| 2007–08  | Brockham          | Chipstead 'A'     | Reigate Hill      | Merstham 'A'             | Real Holmesdale Dự bị    | Sagemaster            |
| 2008–09  | Caterham Old Boys | AFC Woodhatch     | Westcott 1935     | Woodcote Old Boys        | Holland Sports Dự bị     | Real Holmesdale Dự bị |
| 2009–10  | Brockham          | Westcott          | Racing Epsom      | Warlingham 'B'           | Caterham Old Boys Dự bị  | Godstone              |
| 2010–11  | Smallfield        | Racing Epsom      | Caterham Old Boys | Real Holmesdale Dự bị    | Wallington               | South Park 'B'        |
| 2011–12  | Smallfield        | Caterham Old Boys | Godstone          | Woodmansterne Hyde Dự bị | Old Tensionians          | Warlingham 'C'        |

Giải đấu rút xuống còn 5 hạng đấu ở mùa giải 2012–13.
| Mùa giải | Premier Division  | Division One        | Division Two     | Division Three   | Division Four        |
| -------- | ----------------- | ------------------- | ---------------- | ---------------- | -------------------- |
| 2012–13  | Caterham Old Boys | Godstone            | New Nork Dynamos | Overton Athletic | Holland Sports Dự bị |
| 2013–14  | Godstone          | Dormansland Rockets | Horley           | AFC Reigate      | Godstone Dự bị       |
| 2014–15  | Frenches Athletic | Real Holmesdale     | Nomads           | South Park 'B'   | Walton Heath Dự bị   |

## Các câu lạc bộ hiện tại mùa giải 2015–16

### Premier Division
- Brockham
- Farleigh Rovers 'A'
- Frenches Athletic
- Holland Sports
- Overton Athletic
- RH Athletic
- Racing Epsom
- South Park 'A'
- Woodmansterne Hyde

### Division One
- AFC Walcountians
- Charlwood
- Horley
- Nutfield
- South Godstone
- South Park 'B'
- Walton Heath
- Warlingham 'A'

### Division Two
- AC Carshalton Select
- Nomads Association Dự bị
- Perrywood Sports
- Priory Old Boys
- RH Athletic Dự bị
- Reigate Old Boys
- Reigate Priory 'A'
- Smallfield Dự bị
- Walton Heath Dự bị
- Warlingham 'B'
- Westcott

### Division Three
- AFC Hamsey Rangers
- Brockham Dự bị
- Frenches Athletic Dự bị
- Horley Dự bị
- Monotype
- Nomads Association 'A'
- Oxted & District 'A'
- RH Athletic 'A'
- Reigate Priory 'B'
- Woodmansterne Hyde Dự bị